# Collo di bottiglia (ingegneria)

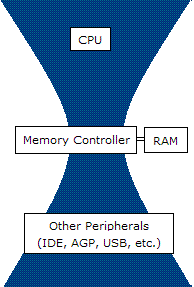
Collo di bottiglia dovuto alla RAM

Il collo di bottiglia è un fenomeno che si verifica quando le prestazioni di un sistema o le sue capacità sono fortemente vincolate da un singolo componente. Il componente viene spesso chiamato anch'esso collo di bottiglia o punto del collo di bottiglia. Il termine è una metafora del collo di bottiglia reale, che limita il flusso d'uscita dell'acqua.
Formalmente, indica il punto in cui il sistema ha le minori performance tra un insieme di punti da percorrere. I colli di bottiglia per definizione devono essere limitati e per fare questo gli sviluppatori di sistemi effettuano il massimo sforzo possibile.

## Attività industriali
Un impianto sufficientemente complesso, come una raffineria di petrolio, consiste di diversi componenti che raramente hanno caratteristiche esattamente complementari.
È spesso necessario modificare l'operazione dell'impianto completo a seguito di direttive dei dirigenti, per esempio produrre più benzina o più gasolio; queste modifiche sono solitamente limitate da colli di bottiglia, per esempio l'unità il cui limite di produzione viene raggiunto per primo e che determina il limite per l'intero impianto.
L'identificazione dei colli di bottiglia è il primo passo per identificare quali unità devono essere modificate od ottimizzate per poter aumentare le capacità dell'impianto.

## Informatica
In Informatica, il ramo che esamina i colli di bottiglia è detto analisi delle prestazioni. Quest'analisi è spesso effettuata tramite i cosiddetti profilatori, che sono degli strumenti appositi. In informatica questo problema molte volte è dovuto all'architettura standard del computer descritta da von Neumann e utilizzata ancora oggi nei computer moderni che consiste nella comunicazione tra CPU (Central Processing Unit) e RAM (Random Access Memory). Infatti il punto del collo di bottiglia o la limitazione è causa della RAM che in confronto alla CPU è più lenta.

## Filologia
Anche per il campo filologico si tende ad utilizzare quest'espressione per indicare un passaggio importante: per esempio viene definito 'collo di bottiglia' il momento in cui si passa dall'utilizzo del rotolo di papiro al codice di pergamena, momento che comportò la perdita di numerose opere letterarie.